# Cocharcas (distrito)
O Distrito peruano de Cocharcas é um dos oito distritos que formam a Província de Chincheros, situada no Apurímac, pertencente a Região Apurímac, Peru.

## Transporte
O distrito de Cocharcas não é servido pelo sistema de estradas terrestres do Peru.